# Mondoubleau (Loir i Cher)
Mondoubleau és un municipi francès, situat al departament del Loir i Cher i a la regió de Centre – Vall del Loira. L'any 2007 tenia 1.498 habitants.

## Demografia

### Població
El 2007 la població de fet de Mondoubleau era de 1.498 persones. Hi havia 704 famílies, de les quals 282 eren unipersonals (123 homes vivint sols i 159 dones vivint soles), 250 parelles sense fills, 116 parelles amb fills i 56 famílies monoparentals amb fills.
La població ha evolucionat segons el següent gràfic:
Habitants censats

### Habitatges
El 2007 hi havia 857 habitatges, 712 eren l'habitatge principal de la família, 62 eren segones residències i 83 estaven desocupats. 694 eren cases i 163 eren apartaments. Dels 712 habitatges principals, 427 estaven ocupats pels seus propietaris, 269 estaven llogats i ocupats pels llogaters i 17 estaven cedits a títol gratuït; 9 tenien una cambra, 71 en tenien dues, 186 en tenien tres, 234 en tenien quatre i 211 en tenien cinc o més. 376 habitatges disposaven pel capbaix d'una plaça de pàrquing. A 415 habitatges hi havia un automòbil i a 138 n'hi havia dos o més.

### Piràmide de població
La piràmide de població per edats i sexe el 2009 era:
| Homes | Edats   | Dones |
| ----- | ------- | ----- |
| 0     | 95 o +  | 10    |
| 6     | 90 a 94 | 41    |
| 20    | 85 a 89 | 41    |
| 28    | 80 a 84 | 29    |
| 64    | 75 a 79 | 66    |
| 60    | 70 a 74 | 56    |
| 62    | 65 a 69 | 82    |
| 46    | 60 a 64 | 51    |
| 26    | 55 a 59 | 38    |
| 43    | 50 a 54 | 31    |
| 50    | 45 a 49 | 40    |
| 51    | 40 a 44 | 48    |
| 45    | 35 a 39 | 44    |
| 45    | 30 a 34 | 33    |
| 44    | 25 a 29 | 38    |
| 15    | 20 a 24 | 26    |
| 38    | 15 a 19 | 40    |
| 46    | 10 a 14 | 22    |
| 31    | 5 a 9   | 30    |
| 26    | 0 a 4   | 21    |

## Economia
El 2007 la població en edat de treballar era de 715 persones, 514 eren actives i 201 eren inactives. De les 514 persones actives 457 estaven ocupades (242 homes i 215 dones) i 57 estaven aturades (29 homes i 28 dones). De les 201 persones inactives 83 estaven jubilades, 45 estaven estudiant i 73 estaven classificades com a «altres inactius».

### Ingressos
El 2009 a Mondoubleau hi havia 701 unitats fiscals que integraven 1.424 persones, la mediana anual d'ingressos fiscals per persona era de 14.747 €.

### Activitats econòmiques
Dels 107 establiments que hi havia el 2007, dues eren d'empreses extractives, dues d'empreses alimentàries, 6 d'empreses de fabricació d'altres productes industrials, 12 d'empreses de construcció, 30 d'empreses de comerç i reparació d'automòbils, 9 d'empreses de transport, 4 d'empreses d'hostatgeria i restauració, 9 d'empreses financeres, 4 d'empreses immobiliàries, 7 d'empreses de serveis, 14 d'entitats de l'administració pública i 8 d'empreses classificades com a «altres activitats de serveis».
Dels 33 establiments de servei als particulars que hi havia el 2009, una oficina d'administració d'hisenda pública, una gendarmeria, una oficina de correu, tres oficines bancàries, tres funeràries, cinc tallers de reparació d'automòbils i de material agrícola, una autoescola, tres paletes, tres guixaires pintors, una fusteria, cinc lampisteries, tres perruqueries, un veterinari, un restaurant i una agència immobiliària.
Dels 15 establiments comercials que hi havia el 2009, un hipermercat, un supermercat, una gran superfície de material de bricolatge, 2 fleques, dues carnisseries, una botiga de congelats, una peixateria, dues botigues de roba, una botiga d'equipament de la llar i 3 floristeries.
L'any 2000 a Mondoubleau hi havia 5 explotacions agrícoles.

## Equipaments sanitaris i escolars
El 2009 hi havia dues farmàcies i dues ambulàncies. El 2009 hi havia 1 escola maternal i una escola elemental. Mondoubleau disposava d'un col·legi d'educació secundària amb 373 alumnes.

## Poblacions properes
El següent diagrama mostra les poblacions més properes.